# Augustine Kaiser

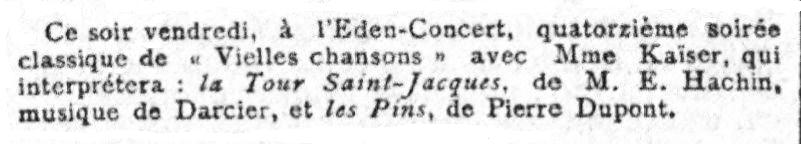
Le Petit Parisien 26 juin 1886.

Augustine Kaiser, née le 20 juin 1845 à Louhans et morte le 15 février 1909 dans le 10e arrondissement de Paris, est une chanteuse française.

## Biographie
Augustine Kaiser naît en 1845 à Louhans, fille de Jeanne Moreau et d'Auguste Kaiser, sans profession et sans domicile fixe. Sa carrière commence en 1854 dans le Midi de la France[réf. nécessaire]. Montée à Paris, elle devient en 1867 une étoile de l'Eldorado, le plus célèbre café-concert parisien.
Sa carrière brillante dure plusieurs dizaines d'années, au moins jusqu'au début des années 1880 où on la retrouve alors à l'Éden Concert, ainsi qu'à la Scala :

« Scala. — Jules Quidant, l'auteur bien connu de tant de gracieuses inspirations, vient d'obtenir un nouveau et très légitime succès, avec Paysans, restez paysans, paroles de Fuchs. Cette chanson, d'une couleur rustique très réussie, et d'où le charme mélodique n'est point exclu, est magistralement interprétée par Mme Kaïser, que le public rappelle tous les soirs. — Vialla la chante également avec beaucoup de succès au grand concert de la rue de Lyon. »

Célibataire, elle meurt en 1909 à l'hôpital Lariboisière à Paris,.

## Portraits d'Augustine Kaiser

### Vue par Paulus
Paulus écrit :

« Avant de partir (de l'Eldorado), j'eus le plaisir d'applaudir une artiste, de passage, qui, à cette époque, complétait avec Suzanne Lagier et Thérésa le trio de grandes comiques du café-concert.
C'était Augustine Kaiser, qui, dès l'âge de six-sept ans, faisait retentir sa superbe voix de contralto à Pézenas, Avignon, Montpellier, Marseille, acclamée partout.
Sa diction était nette et pure, son geste sobre et exact.
Les genres dramatique et humoristique lui convenaient également.
À Saint-Étienne, à Lyon, même succès et, en 1867, M. Lorge l'engageait à l'Eldorado, où elle était sacrée étoile par le public. »

— Trente ans de Café-concert.

### Vue par Jules Célès

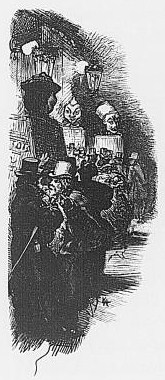
L'entrée de l'Eden Concert avec ses magots chinois.

Jules Célès écrit en 1869 :

« Voilà ce que j'écrivais sur cette chanteuse en 1867 :
Kaiser est une rude fille, c'est tout ce qu'on peut en dire.
Nom, allure, taille, diction, tout est mâle chez elle. Les romances poitrinaires ne vont pas à son organe masculin, elle a besoin, au contraire, de tout ce que la chanson a de plus viril. On devine, en écoutant cette femme, qu'elle est gênée dans ses jupons. Des épaulettes et un coupe-chou la mettraient tout à fait à son aise.
Ah ! si elle avait seulement des culottes !...
Les chants guerriers remplis de victoire et de gloire, mais sanglants, mais héroïques, mais meurtriers, voilà ce qu'il lui faut et c'est là qu'on la sont vivre. La poudre dilate ses narines, colore ses joues, et plus la mêlée est horrible, plus le carnage est sanglant, mieux on voit ses pieds trépigner d'aise et ses bras s'agiter de contentement.
Si vous lut entendiez chanter Surcouf, vous croiriez voir Chauvin lui-même racontant ses campagnes.
C'est une maîtresse femme, allez, que Madame Kaiser !
Et je l'appellerais volontiers la Jeanne Darc des cafés-chantants, n'était que je crains que le qualificatif consacré par Voltaire à l'héroïne de Domrémy ne devienne une injure, appliqué à une fille d'estaminets.
Depuis son embrigadement dans la capitale, Kaiser, dont l'accent stéphanois était des plus prononcés et qui parlait le français comme une génisse andalouse, a abandonné la chanson patriotique pour les flonflons grivois et la muse du chauvinisme et de l'atelier s'est transformée on muse du réalisme et de la cocoterie !
Naissance : 1837, Age vrai : 32 ans, Age qu'elle se donne : 26 ans, Age qu'on lui donne : 40 ans.
Petites Indiscrétions :
Bonne fille, — Excellent cœur. — Un peu trop sensible toutefois, car un rien la fait pleurer. — A le verbe pâteux. — La conversation diffuse, embarrassée.— N'est pas du tout vaporeuse.
Ses tics :
Ils ne sont pas méchants : elle n'a que ceux de se croire un personnage depuis qu'on l'applaudit à l'Eldo, et de vouloir son portrait sur toutes les chansons qu'elle crée !...
Ses succès :
Tout une kyrielle : Jupiter et les poètes, Ainsi parlait le Christ, l'Impôt sur les célibataires, le Goût du jour, la Royauté des femmes, l'Avocat des hommes, On est française ou on ne l'est pas, etc. »

## Sources
- Paulus. Mémoires
- Jules Célès. Almanach des cafés-chantants, Paris, Lyon, 1869.